# Mimetillus
Mimetillus — рід кажанів з родини лиликових. Він містить два види, які мешкають в Африці на південь від Сахари.

## Морфологічна характеристика
Голова помітно сплющена; вуха відносно короткі й не з'єднані біля основи. Фаланги третього, четвертого і п'ятого пальців дуже короткі. Відсутній візерунка тіла. Крила не сітчасті. Зубна формула: 2113/3123=32.